# Fondazione vaticana Joseph Ratzinger - Benedetto XVI
La Fondazione vaticana Joseph Ratzinger - Benedetto XVI venne istituita il 1º marzo 2010 in Vaticano direttamente da papa Benedetto XVI, a seguito del desiderio espresso da numerosi studiosi di creare un Ente con lo scopo di promuovere la stampa, la diffusione e lo studio degli scritti del periodo da professore di Joseph Ratzinger.
Vista la necessità di conferire un'adeguata configurazione giuridica al suddetto Ente, Benedetto XVI la fondazione è stata organizzata a norma del Codice di Diritto Canonico e della Legge Fondamentale dello Stato della Città del Vaticano.

## Scopi
Gli scopi della "Fondazione Vaticana Joseph Ratzinger - Benedetto XVI" sono descritti nell'art. 2 dello Statuto, che qui viene sintetizzati così:
- La promozione della conoscenza e dello studio della teologia;
- L'organizzazione e lo svolgimento di convegni di alto valore culturale e scientifico;
- La premiazione di studiosi che si sono contraddistinti per particolari meriti nell'attività di pubblicazione e/o nella ricerca scientifica.

## Patrimonio
Il patrimonio della "Fondazione Vaticana Joseph Ratzinger - Benedetto XVI" è costituito:
- Dalla dotazione iniziale derivante dai diritti d'autore sui testi delle opere del Professore Joseph Ratzinger nella misura e nell'ammontare da Lui stesso determinato;
- Da tutti i beni mobili e immobili, nonché da somme e altri valori mobiliari che in futuro dovessero pervenire a seguito dell'acquisizione di eredità, legati e lasciti a qualsiasi titolo effettuati a favore della Fondazione;
- Da eventuali attività di bilancio che il Consiglio di Amministrazione, sentito il Collegio dei Revisori, delibera di destinare ad incrementare il patrimonio della Fondazione;
- Da contributi volontari di coloro che aderiscono agli ideali della fondazione.

## Organi direttivi
Gli organi che guidano la "Fondazione Vaticana Joseph Ratzinger - Benedetto XVI" sono così composti:
- il Consiglio di amministrazione, i cui membri sono: padre Federico Lombardi, presidente, e i consiglieri mons. Georg Gänswein, padre Stephen Horn e don Giuseppe Costa;
- il Collegio dei revisori composto dal rag. Alessandro Grisanti, presidente, e dai consiglieri mons. Alberto Perlasca e dott.ssa Maria Teresa Carone;
- il Comitato scientifico composto dal card. Angelo Amato, presidente, e dai consiglieri card. Kurt Koch, card. Gianfranco Ravasi e card. Luis Francisco Ladaria Ferrer, segretario.

## Convegni
Tra gli scopi della Fondazione, vi è quello di organizzare convegni di alto valore culturale e scientifico.

### Convegno 2011
Il primo Convegno internazionale sul pensiero di Joseph Ratzinger si è svolto a Bydgoszcz, in Polonia, il 27-28 ottobre 2011, sul tema "Pellegrini della verità. Pellegrini della pace". Ha visto la partecipazione di 32 Università e la presenza di circa 400 studiosi. Frutto del Convegno è stata la richiesta di far nascere un Centro Studi Ratzinger proprio nella sede dell'Università che lo ha ospitato. Ne è direttore don Mariusz Kuciński.

### Convegno 2012
Il secondo Convegno internazionale si è svolto a Rio de Janeiro, in Brasile, l'8 e 9 novembre 2012, sul tema: “Cosa fa sì che l'uomo sia uomo”. 134 Università e 700 studiosi si sono confrontati su cosa vuol dire essere uomo. Il tema di carattere antropologico è stato poi caratterizzato da una serie di dibattiti a livello scientifico che ne hanno arricchito la prospettiva. Anche presso quella sede universitaria si è voluto dare continuità al Convegno con la costituzione, all'interno della PUC, di una “Cattedra Ratzinger”, il cui decano è il gesuita Prof. De Franca Miranda, che ha fatto parte anche della Commissione Teologica Internazionale.

### Convegno 2013
Si è svolto a Roma dal 24 al 26 ottobre 2013, sul tema: "I Vangeli: storia e cristologia. La ricerca di Joseph Ratzinger". È stato organizzato dalla Fondazione Vaticana Joseph Ratzinger-Benedetto XVI e dalla Conferenza dei Rettori delle Università Pontificie Romane. Al convegno, che nei giorni 24 e 25 ottobre si è tenuto presso l'aula magna della Pontificia Università Lateranense, mentre il 26 ottobre si è spostato nell'aula nuova del Sinodo in Vaticano, hanno partecipato oltre 450 persone provenienti dall'Italia e da ogni parte del mondo. Sono state più di 100 le istituzioni universitarie rappresentate.

### Convegno 2014
Ha avuto luogo il 23-24 ottobre 2014 presso la Pontificia Università Bolivariana di Medellín, in Colombia, il Convegno internazionale “Il rispetto per la vita, cammino per la pace”. Mille i partecipanti, in larga parte colombiani, ma provenienti anche da numerosi altri Paesi dell'America Latina (Argentina, Brasile, Cile, Ecuador, Costa Rica, El Salvador, Guatemala, Haiti, Honduras, Messico, Nicaragua, Panamá, Paraguay, Perù, Repubblica Dominicana e Venezuela), e da Oltreoceano (Belgio, Francia, Italia, Paesi Bassi, Spagna e India).

### Convegno 2015
Si è svolto il 28 e 29 ottobre presso l'Università Francisco de Vitoria di Madrid il V Convegno internazionale sul tema "La preghiera, forza che trasforma il mondo", nel contesto del giubileo teresiano, a 500 anni dalla nascita di santa Teresa d'Avila.

### Convegno 2016
Si è svolto presso la Pontificia Università della Santa Croce di Roma, il 24 e il 25 novembre 2016 il VI Simposio internazionale di alto valore scientifico promosso dalla Fondazione Vaticana Joseph Ratzinger-Benedetto XVI, sul tema “L’Escatologia: analisi e prospettive”, uno degli argomenti privilegiati nella ricerca teologica di Joseph Ratzinger.

### Convegno 2017
Si è svolto a San José, in Costa Rica, dal 29 novembre al 1º dicembre 2017, il Simposio Internazionale “Laudato si’ – La cura della ‘casa comune’, una conversione necessaria all’ecologia umana”, incentrato sul tema dello sviluppo sostenibile per il nostro pianeta e promosso dalla Fondazione Vaticana Joseph Ratzinger-Benedetto XVI insieme all’Università Cattolica della Costa Rica.

### Convegno 2018
A settant’anni dalla proclamazione della Dichiarazione universale dei diritti dell’uomo qual è il bilancio della loro attuazione nel mondo? Come risponde oggi la Chiesa alle nuove sfide poste ai diritti: fondamentalismi, nuove povertà e nuove schiavitù? E quali sono i suoi interlocutori? Gli Stati, le religioni, le istituzioni internazionali, oppure prima di tutto la società civile globale? E ancora: come nascono i diritti fondamentali e come rispondere al pericolo di una loro moltiplicazione, che può condurre paradossalmente alla distruzione dell’idea stessa di diritto e della dignità umana?
Sono le questioni fondamentali discusse nel Simposio internazionale “Diritti fondamentali e conflitti fra diritti” organizzato dalla Fondazione Vaticana “Joseph Ratzinger/Benedetto XVI” in collaborazione con la Università LUMSA, che si è svolto nei giorni 15-16 novembre a Roma, nel 70º anniversario dell’adozione da parte dell’Assemblea Generale delle Nazioni Unite della Dichiarazione Universale dei Diritti dell’Uomo, e nel 20º anniversario del conferimento della laurea honoris causa all’allora cardinale Joseph Ratzinger da parte della LUMSA.

### Convegno 2019
Una due giorni convocata il 9 e 10 ottobre a Budapest per ricordare il 30º anniversario della caduta del Muro di Berlino e per fare il punto sui cambiamenti avvenuti nell’Europa centrale anche nella Chiesa: è il nono Simposio internazionale di studio promosso dalla Fondazione Vaticana Joseph Ratzinger – Benedetto XVI, in collaborazione con l’Università cattolica ungherese “Pázmány Péter”, sul tema: “La situazione economica, sociale e spirituale dei Paesi dell’Europa centrale alla luce della Dottrina sociale della Chiesa”.

### Convegno 2022
Il Convegno si è svolto il 20 e 21 ottobre alla Franciscan University di Steubenville, negli Stati Uniti, sul tema “L’ecclesiologia di Joseph Ratzinger”.

## Premio Ratzinger
Il riconoscimento intende premiare quegli studiosi che si sono particolarmente distinti nell'attività della ricerca scientifica di carattere teologico.

### Premiati 2011
La mattina del 30 giugno alle ore 11, nella Sala Clementina del Palazzo Apostolico Vaticano, il Santo Padre Benedetto XVI ha conferito per la prima volta il "Premio Joseph Ratzinger" istituito dalla "Fondazione Vaticana Joseph Ratzinger - Benedetto XVI" a tre studiosi di teologia.
I tre premiati sono stati: il prof. Manlio Simonetti, italiano, laico, studioso di Letteratura cristiana antica e Patrologia; il prof. Olegario González Hernández de Cardedal, sacerdote spagnolo, docente di Teologia sistematica; il prof. Maximilian Heim, cistercense, tedesco, Abate del Monastero di Heiligenkreuz in Austria e docente di Teologia fondamentale e dogmatica.

### Premiati 2012
Sono stati consegnati direttamente da papa Benedetto XVI il 16 ottobre ai due prescelti dal Comitato Scientifico. Essi sono: il gesuita Brian E. Daley e il filosofo Rémi Brague perché in loro due "scienza e sapienza sono a servizio dell'arte di vivere". Il primo Brian E. Daley attualmente ha la cattedra di teologia all'università di Notre Dame (Indiana, Usa). Ha insegnato teologia storica presso diverse università in diversi paesi. E'stato premiato complessivamente il suo pensiero che si caratterizza “per la capacità di unire passione per l'uomo e rigore scientifico”; il secondo Rémi Brague, nato nel 1947, sposato con quattro figli, è professore emerito di filosofia medievale e araba presso l'Università di Parigi 1 e presso l'Università di Monaco di Baviera dal 2002, dopo essere stato docente in diverse università e istituti. Anche in questo caso è stato premiato “perché a partire da una straordinaria conoscenza delle origini e della storia della fede cristiana, sa guardare in avanti per costruire sulle basi di questa medesima fede...” (Dalla presentazione dei relatori)

### Premiati 2013
Nella mattina di sabato 26 ottobre, papa Francesco ha consegnato il Premio Ratzinger al biblista anglicano Richard Burridge e al teologo cattolico tedesco Christian Schaller, nella Sala Clementina del Palazzo Apostolico. Erano presenti: il Comitato Scientifico e il Consiglio di Amministrazione della Fondazione Vaticana Joseph Ratzinger-Benedetto XVI, numerose personalità vaticane e i partecipanti al Simposio internazionale "I Vangeli: storia e cristologia. La ricerca di Joseph Ratzinger", conclusosi poco prima nell'Aula nuova del Sinodo in Vaticano.

### Premiati 2014
La cerimonia di premiazione della quarta edizione del Premio Joseph Ratzinger si è svolta la mattina di sabato 22 novembre nella Sala del Concistoro del Palazzo Apostolico Vaticano. Sono stati insigniti del premio: la francese Anne-Marie Pelletier, docente di Sacra Scrittura ed Ermeneutica biblica presso lo Studio della Facoltà Notre Dame del Seminario di Parigi e il sacerdote polacco Waldemar Chrostowski, docente di Esegesi del Vecchio Testamento e di Teologia presso la Facoltà di Teologia dell'Accademia di Varsavia.

### Premiati 2015
Si è svolta la mattina del 21 novembre 2015, nella Sala Regia del Palazzo Apostolico in Vaticano, la cerimonia di conferimento della quinta edizione del Premio Ratzinger, attribuito al brasiliano Mario de França Miranda, sacerdote gesuita, professore emerito di Teologia presso la Pontificia Università Cattolica di Rio de Janeiro, e al libanese Nabil el-Khoury, professore di Filosofia e Letteratura comparata presso l'Université Libanaise di Beirut e l'Università di Tubinga, traduttore in arabo dell'Opera omnia di Joseph Ratzinger-Benedetto XVI.

### Premiati 2016
Il 26 novembre papa Francesco, nella Sala Clementina del Palazzo Apostolico, in Vaticano, ha insignito i professori Inos Biffi, ordinario emerito di Teologia sistematica e di Storia della teologia medievale presso la Facoltà teologica dell’Italia Settentrionale nonché docente delle stesse materie presso la Facoltà di Teologia di Lugano e Ioannis Kourempeles, docente di religione ortodossa in Storia dei dogmi e Teologia dogmatica e simbolica presso la Facoltà di Teologia dell’Università “Aristotele” di Salonicco.

### Premiati 2017
Il 18 novembre papa Francesco, nella Sala Clementina del Palazzo Apostolico, in Vaticano, ha insignito il teologo luterano tedesco Theodor Dieter, il teologo e sacerdote cattolico tedesco Karl-Heinz Menke ed infine il compositore estone di musica sacra Arvo Pärt.

### Premiati 2018
Il 17 novembre papa Francesco, nella Sala Clementina del Palazzo Apostolico, in Vaticano, ha insignito la teologa tedesca Marianne Schlosser e l’architetto svizzero di fama internazionale Mario Botta.

### Premiati 2019
Il 9 novembre papa Francesco, nella Sala Clementina del Palazzo Apostolico, in Vaticano, ha insignito il filosofo canadese della secolarizzazione Charles Margrave Taylor e il teologo ed esegeta burkinabé Paul Béré.

### Premiati 2020
Il 13 novembre 2021 papa Francesco, nella Sala Clementina del Palazzo Apostolico, in Vaticano, ha premiato con un anno di ritardo a causa della pandemia da COVID-19 il filosofo e teologo francese Jean Luc Marion e la professoressa e filosofa australiana Tracey Rowland, entrambi facenti parte della rivista Communio.

### Premiati 2021
Il 13 novembre papa Francesco, nella Sala Clementina del Palazzo Apostolico, in Vaticano, ha premiato i professori tedeschi Hanna-Barbara Gerl-Falkovitz, docente emerito di Filosofia delle religioni e Scienze religiose comparate presso l'Università di Dresda, e Ludger Schwienhorst-Schönberger, docente di Antico Testamento all'Università di Vienna.

### Premiati 2022
Il 1º dicembre papa Francesco, nella Sala Clementina del Palazzo Apostolico, in Vaticano, ha premiato il padre gesuita francese Michel Fédou, professore di Teologia dogmatica e di Patristica presso il Centre Sèvres dei gesuiti a Parigi, e Joseph H. H. Weiler, professore di Diritto costituzionale, internazionale, europeo e sui diritti umani presso numerose università e istituti di studi giuridici negli Stati Uniti, come New York e Harvard, ma anche docente in Gran Bretagna e in Italia.

### Premiati 2023
Il 30 novembre il cardinale Pietro Parolin, nella Sala Regia del Palazzo Apostolico, ha premiato i filosofi e teologi spagnoli Pablo Blanco Sarto (sacerdote e professore ordinario all’Università di Navarra nelle aree dell’ecumenismo, della teologia sacramentale e del ministero) e Francesc Torralba Roselló (professore accreditato presso l’Università Ramon Llull in Catalogna ed esperto di antropologia filosofica ed etica).

### Premiati 2024
Il 22 novembre il cardinale Pietro Parolin, nella Sala Regia del Palazzo Apostolico, ha premiato il teologo irlandese Cyril O’Regan (docente di Teologia sistematica e Storia del cristianesimo alla University of Notre Dame di Indiana, negli Stati Uniti) e lo scultore giapponese Etsurō Sotoo (autore di diverse opere nella Basilica della “Sagrada Familia” di Barcellona, in altri luoghi della Spagna e ancora in Giappone e in Italia).

## Borse di studio e altre iniziative
Le borse di studio sono un ulteriore scopo della Fondazione Ratzinger. Dal 2010 sono state assegnate a studenti della teologia di Joseph Ratzinger proposti dalla Joseph Ratzinger Papst Benedikt XVI – Stiftung, cui si sono aggiunti altri.
Sempre in collaborazione con Joseph Ratzinger Papst Benedikt XVI. – Stiftung, ha avuto luogo un Simposio per teologi africani, teso a giungere ad una appropriazione pastorale e pedagogica della trilogia Gesù di Nazaret. Si è svolto a Cotonou, in Benin, dal 16 al 21 settembre 2013 e ha voluto essere un modo concreto per mettersi a servizio della Chiesa in Africa e dare continuità al Sinodo sulla Chiesa in Africa.
Tra i partecipanti, ci sono stati: P. Stephan Horn, salvatoriano, Presidente dello Schülerkreis, il gesuita P. Jacques Servais, Direttore dell'Accademia Balthasar e il biblista P. Oliver Artus, vice Rettore dell'Istituto Cattolico di Parigi.
“Di dove sei?” (Gv 19,9). La figura e il messaggio di Gesù nella trilogia “Gesù di Nazaret” di Joseph Ratzinger – Benedetto XVI, è il tema di un Seminario di studi in inglese che si è tenuto dal 10 al 12 marzo 2014 presso il Jordan University di Morogoro, in Tanzania. Obiettivo delle giornate, che hanno registrato la presenza di quasi 500 partecipanti, è stato quello di far conoscere meglio la teologia di Joseph Ratzinger e di renderla feconda per la Chiesa in Africa. L'iniziativa è stata organizzata dalla Joseph Ratzinger Papst Benedikt XVI. – Stiftung, in collaborazione con la Cattedra per la Teologia del Popolo di Dio presso la Pontificia Università Lateranense e il Jordan University College di Morogoro, con la partecipazione della Fondazione Ratzinger.
Inoltre, la Fondazione Ratzinger ha dato il suo sostegno a un Master di primo livello per conoscere la figura, la dottrina e la spiritualità di sant'Agostino, vescovo e Dottore della Chiesa, attraverso le sue opere e la ricezione del suo pensiero nei secoli. Il Master, proposto dall'Istituto Patristico Augustinianum di Roma, si articola in un corso biennale (2014-2016), oppure in un corso annuale accompagnato da un progetto di tutoring, ed è offerto in lingua italiana, spagnola e inglese.

## Partners della Fondazione
L'organizzazione ha stretti legami con la Ratzinger Schülerkreis, un gruppo di studenti di teologia che, a livello dottorale o post-dottorale, hanno avuto proprio come docente Ratzinger. La Schülerkreis fu istituita dopo che Ratzinger venne nominato arcivescovo di Monaco e Frisinga.

## Pubblicazioni
- Miscellanea Premio Joseph Ratzinger, apparso nel maggio 2013, è il primo di una collana che la Fondazione Vaticana Joseph Ratzinger – Benedetto XVI ha iniziato a pubblicare. Curato da padre Justinus C. Pech O. Cist., e dal cardinale Camillo Ruini, esso contiene brevi scritti dei tre studiosi insigniti del Premio Ratzinger il 30 giugno 2011: Manlio Simonetti, Olegario Gonzáles de Cardedal e Maximilian Heim. “Individuerei le finalità dei Premi Ratzinger – annota nella prefazione il cardinale Camillo Ruini, presidente del Comitato scientifico della Fondazione Joseph Ratzinger – e di tutta l'opera della Fondazione Vaticana nel promuovere quelle forme di teologia che, pur assai varie e originali nella loro concreta realizzazione, perseguono un radicamento sempre più consapevole, approfondito e documentato nelle fonti della nostra fede e proprio così alimentano il nostro rapporto con il Dio di Gesù Cristo e il nostro senso della Chiesa e cercano di comprendere il nostro tempo e di riplasmarlo dal di dentro a partire da quella piena verità su Dio e sull'uomo che si è manifestata a noi in Gesù Cristo, come dice un grande testo della Gaudium et spes (n. 22) assai amato da Joseph Ratzinger”.
- I Vangeli: Storia e cristologia. La ricerca di Joseph Ratzinger, due volumi usciti nel dicembre 2013, che contengono i lavori del Simposio internazionale svoltosi dal 24 al 26 ottobre 2013 a Roma. Riconosciuti studiosi provenienti da diverse confessioni cristiane e distinti Paesi hanno cercato di rispondere alle sfide sollevate dalla pubblicazione dell'opera di Joseph Ratzinger-Benedetto XVI Gesù di Nazaret. Il Simposio ha rappresentato un contributo significativo e vivace alla riflessione teologica e, non ultimo, alla ricerca esegetica intorno alla figura di Gesù Cristo nei Vangeli. I contributi dei partecipanti sono offerti in questi due volumi pubblicati dalla Libreria Editrice Vaticana, rispettivamente come relazioni e comunicazioni. Il primo dei due tomi (640 pagine, euro 28) contiene i testi integrali delle relazioni tenute al Simposio e i testi dei workshop sull'infanzia di Gesù e sull'Ultima Cena, mentre il secondo (pagine 290, euro 21) offre i testi di tutti gli shortpapers presentati durante i dibattiti.
- Il rispetto per la vita, cammino per la pace è il tema del Convegno promosso dalla Fondazione Vaticana Joseph Ratzinger-Benedetto XVI, che si è tenuto presso la Pontificia Università Bolivariana di Medellín, in Colombia, il 23 e 24 ottobre 2014. In preparazione all'evento, è stato realizzato un volume, curato da Pierluca Azzaro per i tipi della Libreria Editrice Vaticana, che ha per titolo proprio il tema del Convegno. “Questo volume – spiega il curatore dell'opera nella presentazione – nasce dal desiderio espresso da alcuni ambasciatori presso la Santa Sede di riflettere, a conclusione dall'Anno della fede indetto dal Papa, sul significato e sull'importanza del Magistero di Benedetto XVI per la loro missione e sugli effetti dei viaggi del Santo Padre nei rispettivi Paesi”. Sono dieci i diplomatici che hanno offerto le loro testimonianze – gli ambasciatori Bahar (Indonesia), Delgado Bermúdez (Cuba), Cardona Gutierréz (Colombia), Comlanvi Loko (Benin), El Khoury (Libano), Greco (Italia), Hadi Al-Sader (Iraq), Ling Altamirano (Messico), Poulides (Cipro), Zanga (Camerun) – precedute da un'introduzione dell'arcivescovo Georg Gänswein, prefetto della Casa Pontificia e segretario particolare di Benedetto XVI, sul tema “I discorsi politici di Benedetto XVI nei suoi viaggi apostolici all'estero”.
- El respeto a la vida un camino para la paz. Si apre con il saluto del Papa emerito Benedetto XVI e con la lettera inviata da Papa Francesco a firma del cardinale segretario di Stato Pietro Parolin il volume pubblicato dall'editrice latinoamericana San Pablo, che raccoglie gli atti del Convegno internazionale “Il rispetto per la vita, cammino per la pace”, svoltosi il 23 e il 24 ottobre 2014 presso la Pontificia Università Bolivariana di Medellín, in Colombia. Il libro riporta tra gli altri gli interventi dell'arcivescovo di Medellín Ricardo Tobón Restrepo, dell'arcivescovo domenicano Jean-Louis Bruguès, archivista e bibliotecario di Santa Romana Chiesa, dell'arcivescovo Ettore Balestrero, nunzio apostolico in Colombia, di monsignor Elkin Fernando Álvarez Botero, vescovo ausiliare di Medellín, di monsignor Giuseppe Antonio Scotti, presidente della Fondazione Vaticana Joseph Ratzinger-Benedetto XVI, di monsignor Luis Romera Oñate, rettore magnifico della Pontificia Università della Santa Croce e presidente della Conferenza dei Rettori delle Università Pontificie Romane, di Christian Schaller, premio Ratzinger 2013, di don Mariusz Kucinski, direttore del Centro Studi Ratzinger-Benedetto XVI di Bydgoszcz, di Cesar Mauricio Velásquez, membro della Commissione Pace e riconciliazione della Chiesa cattolica colombiana.
- O que faz que o homem seja homem presenta gli atti del secondo Convegno internazionale della Fondazione, svoltosi a Rio de Janeiro l'8 e il 9 novembre 2012, restituendo la vivacità e l'intensità dei due giorni di lavoro, nel corso dei quali si è riflettuto e discusso sui temi più attuali del pontificato di Benedetto XVI.
- Dalla Bibbia alla Biblioteca – Benedetto XVI e la Cultura della Parola è il tema della lectio magistralis che il cardinale Gianfranco Ravasi, presidente del Pontificio Consiglio della Cultura, ha tenuto lo scorso 18 novembre durante la cerimonia di inaugurazione della Biblioteca Romana Joseph Ratzinger – Benedetto XVI. Interamente dedicata alla vita e al pensiero del Papa emerito come studioso e come Pontefice, ha sede all'interno della Biblioteca del Pontificio Collegio Teutonico e dell'Istituto Romano della Società di Görres, in Vaticano. La lectio è strutturata come un percorso all'interno di tre “aule ideali”, tutte all'insegna della lettera B: Bibbia, Biblioteca, Benedetto XVI.
- Deus Caritas Est. Porta di Misericordia è un volume che riunisce gli Atti del Simposio internazionale svoltosi a Roma dal 19 al 21 novembre 2015, nel decimo anniversario della prima enciclica di Benedetto XVI; pubblicato dalla Libreria Editrice Vaticana, il volume è curato da monsignor Markus Graulich e da don Ralph Weimann.
- Cooperatores Veritatis è un volume, pubblicato dalla Libreria Editrice Vaticana e curato da Pierluca Azzaro e padre Federico Lombardi in occasione dei 90 anni del Papa emerito (16 aprile 2017), in cui ciascuno dei 13 studiosi che dal 2011 al 2016 sono stati insigniti con il Premio Ratzinger, hanno offerto un proprio contributo in varie lingue e su temi diversi.
- Ciò che il fedele spera. L’escatologia cristiana a partire dal pensiero di Joseph Ratzinger-Benedetto XVI è un volume, pubblicato dalla Libreria Editrice Vaticana a cura di Bernardo Estrada, Pierluca Azzaro, Ermenegildo Manicardi, che riunisce gli Atti del Convegno “L’escatologia: analisi e prospettive”, che ha avuto luogo nel novembre 2016 a Roma, presso la Pontificia Università della Santa Croce.
- Laudato si’ – El cuidado de la casa común: Una conversión necesaria a la ecología humana è un volume, pubblicato dall’editrice spagnola BAC a cura di padre Federico Lombardi e Fernando F. Sánchez Campos, che riunisce gli atti del Simposio Internazionale “Laudato si’ – La cura della ‘casa comune’, una conversione necessaria all’ecologia umana” svoltosi dal 29 novembre al 1º dicembre 2017 in Costa Rica e incentrato sul tema dello sviluppo sostenibile per il nostro pianeta.

## Sito Web
Sul sito della Fondazione Ratzinger, www.fondazioneratzinger.va, è possibile consultare un'ampia sezione bio-bibliografica del professor Joseph Ratzinger, divenuto nell'aprile del 2005 Papa Benedetto XVI. Ma visitandolo si può essere costantemente aggiornati sulle attività promosse o sostenute dalla Fondazione (quali il Premio Ratzinger, i Convegni internazionali, le borse di studio, seminari e pubblicazioni), si possono conoscere gli eventi dedicati in tutto il mondo al Papa emerito, leggere notizie e interviste, ma anche seguire la rassegna stampa e fruire di esclusivi contributi audiovisivi e testuali, che permettono una comprensione più approfondita del pensiero e dell'opera di uno tra i maggiori teologi del Novecento.